# Старонадеждинский сельсовет
Старонадеждинский сельсовет — муниципальное образование в Благовещенском районе Башкортостана.

## История
Согласно «Закону о границах, статусе и административных центрах муниципальных образований в Республике Башкортостан» имеет статус сельского поселения.

## Население
| 2002 | 2009  | 2010  | 2012  | 2013  | 2014  | 2015  |
| ---- | ----- | ----- | ----- | ----- | ----- | ----- |
| 1188 | ↘1165 | ↘1110 | ↘1094 | ↘1079 | ↘1040 | ↘1011 |
| 2016 | 2017  |       |       |       |       |       |
| ↘974 | ↘965  |       |       |       |       |       |

## Состав сельского поселения
| №  | Населённый пункт | Тип населённого пункта       | Население |
| -- | ---------------- | ---------------------------- | --------- |
| 1  | Старонадеждино   | село, административный центр | ↘525      |
| 2  | Ахлыстино        | село                         | ↘344      |
| 3  | Аркаул           | деревня                      | ↘93       |
| 4  | Быково           | деревня                      | ↘44       |
| 5  | Укман            | деревня                      | ↗28       |
| 6  | Берёзовая Поляна | деревня                      | ↗27       |
| 7  | Владимировка     | деревня                      | ↘24       |
| 8  | Варьяз           | деревня                      | ↗12       |
| 9  | Устюговский      | деревня                      | ↗9        |
| 10 | Аннинская        | деревня                      | ↗4        |